# Rasta Thomas
Rasta Thomas (né Rasta Kuzma Ramacandra le 18 juillet 1981 à San Francisco, Californie) est un danseur, artiste des arts martiaux, gymnaste et chorégraphe américain.

## Biographie
Rasta Kuzma Ramacandra a grandi à Riyad en Arabie saoudite. Il a reçu sa formation en danse dès l'âge de 9 ans à l'Académie du Ballet de Kirov à Washington, D.C.. À l'âge de 13 ans, il devient la plus jeune personne à recevoir le Prix du Jury au Concours international de danse de Paris de 1994. À 15 ans, il a reçu la médaille d'or junior au Concours international de ballet de Varna 1996. En 1995, Rasta Thomas est devenu membre du Jeune Ballet de France et, en 1997, il a été invité par le Ballet Hartford en tant qu'artiste principal. À 16 ans, il a remporté la médaille d'or senior au concours international de ballet de Jackson en 1998.
Il est apparu comme artiste invité dans des troupes comme le ballet du Théâtre Mariinsky (ancien Kirov), le Joffrey Ballet, le Ballet national de Chine, le Ballet d'Espagne de Victor Ullate, le Inoue Ballet of Japan, le Ballet universel de Corée et le Dance Theatre of Harlem. Il danse régulièrement pour le Pacific Northwest Ballet[réf. nécessaire].
En 2005, il fait ses débuts à Broadway comme personnage principal du hit musicale Movin' Out dans le rôle d'Eddie, et a participé à la tournée de la troupe de Movin' Out. Il a également joué le rôle de Timmy dans le film de Patrick Swayze One Last Dance.
Thomas a formé la troupe des Bad Boys of Dance avec laquelle il tourne dans le monde entier pour le spectacle Rock the Ballet.
Thomas s'est marié avec son amie et danseuse, Adrienne Canterna le 31 mars 2007, et ils ont eu un enfant, Anami, le 3 octobre 2007.